# Leonard D. White
Leonard D. White (* 17. Januar 1891 in Acton, Massachusetts; † 23. Februar 1958 in Chicago) war ein US-amerikanischer Historiker und  Politikwissenschaftler, der 1943/44 als Präsident der American Political Science Association (APSA) amtierte. Zu diesem Zeitpunkt war er Professor an der  University of Chicago.
White war Absolvent des Dartmouth College und wurde 1921 an der University of Chicago zum Ph.D. promoviert, danach wirkte er dort bis 1926 als Hochschullehrer, von 1940 bis 1948 war er Dekan der politikwissenschaftlichen Abteilung.
1951 wurde White in die American Academy of Arts and Sciences gewählt. Er erhielt 1955 den Bancroft-Preis für sein Werk The Jacksonians. 1959 wurde White für die Buchreihe The Republican Era: 1869–1901 mit Jean Schneider mit dem Pulitzer-Preis in der Kategorie Geschichte ausgezeichnet.

## Schriften (Auswahl)
- The States and the Nation. Louisiana State University Press, Baton Rouge 1953.
- The Jacksonians: A Study in Administrative History 1829–1861, 1954.
- The Federalists. A study in administrative history. Macmillan Co., New York 1948.
- Trends in public administration. McGraw-Hill book company, New York/London 1933.
- Introduction to the study of public administration. The Macmillan Company, New York 1926.